# Acide nervonique
L’acide nervonique est un acide gras oméga-9 mono insaturé (mono éthylénique) refermant 24 carbones.
C'est un lipide du cerveau.